# 须昌侯国
须昌侯国，西汉时设置的侯国。
汉高祖十一年（前196年）封赵衍为须昌侯，改须昌县为须昌侯国，治所在今山东省东平县西北。汉景帝五年（前152年）国除，仍改为须昌县。